# Camille Bertault
Cet article possède un paronyme, voir Bertaut.
Camille Bertault, née le 28 juillet 1986 à Paris, est une compositrice et chanteuse de jazz française.

## Biographie
Elle est née le 28 juillet 1986 à Paris et passe son enfance entre la Normandie et la région parisienne.  Elle étudie la musique au conservatoire et travaille également le piano avec son père, ingénieur du son. Puis à Nice, où sa famille s’est installée. Au début des années 2010, elle effectue des études de jazz au conservatoire de Paris. En 2015, elle chante, dans une vidéo déposée sur Youtube sur Giant Steps de John Coltrane, avant de reproduire de sa voix l'improvisation au saxophone. La vidéo est vue plus de 730 000 fois sur le compte Facebook de la chanteuse, repérée par des jazzmen, puis par la radio britannique Classic FM et France Musique,,,.
Un label la sollicite pour un premier album sorti en avril 2016 et comprenant six compositions de son fait, tous les textes, et des standards de Herbie Hancock, Wayne Shorter ou Duke Ellington. Elle est accompagnée par un trio animé par le pianiste Olivier Hutman. Un second album est diffusé en janvier 2018. Elle y est accompagnée par une dizaine de musiciens dont l’accordéoniste Daniel Mille, le pianiste Dan Tepfer et le trompettiste et claviériste Michael Leonhart, lequel se partage les arrangements avec elle.
Dans le film d'animation Voyage vers la Lune, sorti le 23 octobre 2020 en France, elle interprète la chanson M'envoler pour le générique de fin du film et comme promo du film.
En 2023, elle remporte la « Victoire du jazz vocal » ex-æquo avec Hugh Coltman aux Victoires du jazz.

## Discographie
- En vie, Sunnyside Records, avril 2016
- Pas de géant, Okeh/Sony Music, janvier 2018
- Le tigre, Okeh/Sony Music, août 2020.
- Playground, Duo avec David Helbock (en), ACT Music, mai 2022.
- Bonjour mon amour, Vita Productions, 31 mars 2023.

## Collaboration
- Les Moulins de mon cœur, Cinematic, Kyle Eastwood - Jazz Village - 2019[8]